# Turniej o Srebrny Kask 2006
Turniej o Srebrny Kask 2006 – rozegrany w sezonie 2006 turniej żużlowy z cyklu rozgrywek o „Srebrny Kask”, w którym mogli uczestniczyć zawodnicy do 21. roku życia. W rozegranym w Zielonej Górze finale zwyciężył Karol Ząbik. Drugi był Ronnie Jamroży, a trzecie miejsce zajął Adrian Gomólski.

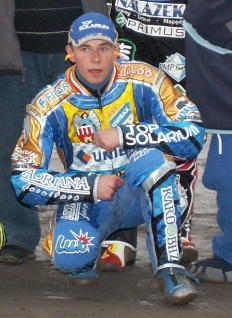
Karol Ząbik - zdobywca SK 2006

## Finał
- 24 sierpnia 2006 r. (czwartek), Zielona Góra

| Msc. | Zawodnik             | Klub                  | Pkt |             |  |
| ---- | -------------------- | --------------------- | --- | ----------- |  |
| 1    | Karol Ząbik          | Apator Toruń          | 15  | (3,3,3,3,3) |  |
| 2    | Ronnie Jamroży       | WTS Wrocław           | 14  | (3,3,3,3,2) |  |
| 3    | Adrian Gomólski      | Start Gniezno         | 11  | (2,2,2,2,3) |  |
| 4    | Krzysztof Buczkowski | Polonia Bydgoszcz     | 10  | (3,3,2,d,2) |  |
| 5    | Paweł Hlib           | Unia Tarnów           | 9   | (0,2,1,3,3) |  |
| 6    | Dawid Stachyra       | Stal Rzeszów          | 9   | (2,w,3,3,1) |  |
| 7    | Mateusz Szczepaniak  | Włókniarz Częstochowa | 9   | (3,0,2,2,2) |  |
| 8    | Grzegorz Zengota     | ZKŻ Zielona Góra      | 9   | (1,2,2,1,3) |  |
| 9    | Kamil Zieliński      | Unia Tarnów           | 8   | (2,1,3,2,w) |  |
| 10   | Paweł Miesiąc        | Stal Rzeszów          | 6   | (1,3,w,1,1) |  |
| 11   | Marcin Jędrzejewski  | Polonia Bydgoszcz     | 5   | (1,1,1,0,2) |  |
| 12   | Sebastian Brucheiser | KM Ostrów Wlkp.       | 4   | (1,1,0,2,0) |  |
| 13   | Andrzej Głuchy       | Stal Gorzów Wlkp.     | 4   | (2,0,1,0,1) |  |
| 14   | Marcin Liberski      | KM Ostrów Wlkp.       | 3   | (d,2,1,0,0) |  |
| 15   | Daniel Pytel         | PSŻ Poznań            | 2   | (0,1,0,1,0) |  |
| 16   | Adam Kajoch          | Unia Leszno           | 2   | (0,0,0,1,1) |  |
|      | Mateusz Szczepaniak  | Włókniarz Częstochowa | ns  |             |  |
|      | Tomasz Schmidt       | Kolejarz Opole        | ns  |             |  |